# Про друзів-товаришів
«Про друзів-товаришів» (рос. «О друзьях-товарищах») — радянський двосерійний кольоровий художній фільм, знятий режисером Володимиром Назаровим на кіностудії «Мосфільм» у 1970 році. Прем'єра фільму відбулася 16 червня 1970 року. Фільм знімався до 50-річчя комсомолу.

## Сюжет
Дія фільму розгортається у вересні 1919 року в Москві під час успішного наступу Денікіна на Москву, а Юденича — на Петроград, коли багато співробітників міліції і НК були відправлені на фронт, і Московський НК розгорнув компанію із строкового набору нових кадрів. В цей же час місцева підпільна анархістська організація нібито готує замах на Леніна, але замість нього гине керівник Московського міськкому РКПб Володимир Загорський (у фільмі — Горський).
Трьом друзям — молодим чекістам належить знешкоджувати її. В основу фільму покладено історичний епізод: вибух в Леонтійовському провулку 25 вересня.

## У ролях
- Зінаїда Славіна —  Ольга Данилівна Листопад, комісар Московського НК
- Валерій Золотухін —  Володимир Михайлович Горський, відповідальний секретар Московського міського комітету РКП (б)
- Іван Лапиков —  Федір Сергійович Иволгин (дядько Федір), старий чекіст
- Михайло Кокшенов —  Олексій Карпович Утробіна, чекіст комсомольського набору
- Олексій Інжеватов —  Костя Жохов, чекіст комсомольського набору
- Олег Єфремов —  Станіслав Ковальський, чекіст комсомольського набору
- Петро Глєбов —  Віталій Олександрович Глазьєв, начальник дирекції залізничних перевезень, керівник змовників
- Геннадій Юхтін —  Віктор Пшонников, «Пшоно», анархіст, керівник бойового крила змовників
- Ніна Агапова —  Родичева, змовниця
- Майя Булгакова —  Марія Олексіївна, тітка Маша з дому професора-історика Велікжанова
- Микола Дупак —  Тарасов Олег Володимирович, змовник
- Леонід Куравльов —  Іван Кузьмич Синицин, зв'язковий змовників з Вятки
- Улдіс Лієлдіджс —  Яків Христофорович Петерс, заступник голови ВНК
- Ігор Старигін —  студент юридичного факультету
- Микола Сергеєв —  Ілля Ілліч Велікжанов, старий професор-історик
- Дмитро Масанов —  Іван Родичев, змовник
- Володимир Назаров —  Модест Ступицин, лівий есер, змовник
- Володимир Смирнов —  змовник
- Галина Федотова —  Наташа, внучка професора Велікжанова
- Борис Юрченко —  Саня Плавун, стажист-чекіст
- Катерина Мазурова —  бабуся Кості Жохова
- Андрій Манке —  секретар райкому комсомолу
- Петро Любешкін —  Лузгін, чекіст
- Жорж Новицький —  змовник
- Піцек Володимир Кіндратович —  змовник
- Михайло Розанов —  Зайцев, призовник, кандидат на роботу в ЧК
- Іван Рижов —  торговець зерном на ринку
- Іван Савкін —  кулеметник, із змовників
- Володимир Ферапонтов —  Ферапонт, змовник
- Ігор Ясулович —  юродивий
- Олексій Бахарь —  Кличков, змовник
- Анатолій Бистров —  Єфременко, представник Махна

## Знімальна група
- Режисер: Володимир Назаров
- Сценаристи: Володимир Кузнецов, Борис Медовой
- Оператор: Тимофій Лебешев
- Композитор: Карен Хачатурян
- Художники: Ірина Лукашевич, Іван Пластінкин